# 1979 في سويسرا
فيما يلي قوائم الأحداث التي وقعت خلال عام 1979 في سويسرا.

## رياضة
- 22 يوليو – سباق طواف فرنسا 1979 الفائزون بيرنار إينو، جواكيم أغوستينو، يوب زوتميلك.

## مواليد

### يناير
- 17 يناير – ريكاردو كاباناس لاعب كرة قدم سويسري.

### مارس
- 30 مارس – ستيفان غريتشنغ لاعب كرة قدم سويسري.

### أبريل
- 7 أبريل – ميشال كراتوشفيل لاعب كرة مضرب سويسري.
- 20 أبريل – لودوفيك مانيان لاعب كرة قدم سويسري.

### مايو
- 9 مايو – روبنز بيرتوجلياتي
- 31 مايو – ستيفان كيلر لاعب كرة قدم سويسري.

### يونيو
- 18 يونيو – نيكول براندلي درّاجة طريق سويسرية.

### يوليو
- 15 يوليو – ألكسندر فراي لاعب كرة قدم سويسري.

### سبتمبر
- 28 سبتمبر – فابريس إهريت لاعب كرة قدم فرنسي.

## وفيات

### يناير
- 12 يناير – ألويس مولر (مواليد 1892) عالم في الفسيولوجيا وهو علم عمل أعضاء الجسم.

### يونيو
- 15 يونيو – فيرنر كاغي (مواليد 1901) مؤرخ سويسري.

### نوفمبر
- 27 نوفمبر – والتر ديتريش (مواليد 1902) لاعب كرة قدم.

### ديسمبر
- 16 ديسمبر – ماكس ناب (مواليد 1899) ممثل سويسري.